# Movimiento Cooperativo de Ucrania
El Movimiento Cooperativo Ucraniano fue un movimiento con base en principio en Ucrania Occidental que direccionó la difícil situación económica de las personas ucranianas occidentales a través de la creación de cooperativas financieras, agrícolas y de comercio que habilitó a los ucranianos occidentales (principalmente campesinos) a ofrecer sus recursos, para obtener préstamos más económicos y seguros, para pagar menos por productos como ser equipamiento de granja. Las cooperativas jugaron una función importante en la movilización social y económica de las personas, quienes en su mayoría eran campesinos.
Iniciando en 1883, para 1939 las cooperativas tuvieron 700 000 miembros en Ucrania occidental, empleando 15 000 personas. Las cooperativas fueron cerradas por las autoridades soviéticas cuando el oeste de Ucrania fue anexada por la Unión Soviética en 1939.
En la actualidad, las cooperativas continúan existiendo y prosperando entre emigrantes ucranianos y sus descendientes en América del Norte y del Sur, Europa y Oceanía.

## Historia

### Bajo dominio austriaco
El movimiento cooperativo ucraniano se originó en Galicia, región ucraniana occidental que era parte del Imperio austrohúngaro. Inicialmente la sociedad Prosvita, que focalizaba sus esfuerzos en educación y cultura, intentó organizar uniones de crédito, tiendas y almacenes. Sin embargo, su capacidad fue limitada, debido a la falta de experiencia en asuntos económicos.Esto cambió con la llegada de Vasyl Nahirny, quién pasó una década en Suiza estudiando sus bien organizados sistemas nacionales cooperativos. En 1883 organiza Narodna Torhivlia ("el comercio de las personas"), cuyo objetivo era comprar y vender productos en grandes cantidades, eliminar los intermediarios, y pasar los ahorros al pueblo ucraniano. A través de esta cooperativa Nahirny intentó familiarizar a los ucranianos con el comercio.
En 1899 Se fundó la cooperativa ilsky Hospodar, cuyo objetivo era enseñar a los campesinos los métodos de agricultura moderna llegando a 32 000 miembros para 1913. Dnister, una compañía de seguros, fue establecida en Lviv y por 1907 tuvo 213 000 asegurados. Sin embargo, lo más importante fue el aumento de las uniones de crédito de Ucrania. A pesar de que algunas existieron a los inicios de 1874, la Unión de Crédito Vira fue la primera en ser estable y bien regulada.
Cientos de cooperativas de uniones de crédito crecieron a través de Ucrania gobernada por Austria. Esto colaboró con poner a los prestamistas tradicionales fuera de negocio. En 1904, se formó una asociación central de cooperativas ucranianas, la cual tuvo 550 instituciones afiliadas y 180 000 miembros individuales.
La Iglesia Greco Católica Ucraniana y su clero estaban fuertemente implicados en el movimiento cooperativo. Se formó una asociación de sacerdotes cuyo foco fue la mejora de las condiciones socioeconómicas de los campesinos. El dirigente de la Iglesia, Andrei Sheptytsky, sostuvo que el pobre necesitaba más que dinero y que el educado o rico tenía el deber de ayudar al carenciado en aprender cómo levantarse de sus circunstancias."
El aumento del movimiento cooperativo en Ucrania en lo último del siglo XIX tuvo varios efectos, siendo uno de ellos la fomenta de una relación cercana y armoniosa entre los intelligentsia (transliteración) de Ucrania occidental y el campesinado, algo que los inteliguentsia de la Ucrania bajo el poder ruso no fueron capaces de cumplir.
Dado que el movimiento cooperativo fue en gran parte el proyecto de aquellos ucranianos occidentales con una orientación nacional patriótica, su ayuda práctica a la población contribuyó a su lealtad al movimiento nacional más que a la orientación prorrusa con la que competían. De hecho, la mejora en estándares económicos se desarrolló al mismo tiempo con el aumento en la consciencia nacional ucraniana. Dado que las profesiones de prestamistas tradicionalmente habían sido vocaciones judías en la Ucrania occidental, el movimiento cooperativo también crea un trance financiero para la comunidad judía local, eliminando muchos trabajos judíos. El trance financiero causa un antagonismo entre las dos comunidades y es una causa para la emigración judía de Galicia.

### Bajo dominio Polaco
Después del colapso del Imperio austrohúngaro a fines de la Primera Guerra Mundial, en 1918 los ucranianos occidentales se declararon un estado independiente que fue conquistado y absorbido por Polonia en 1919. Esto extendió dramáticamente el alcance del movimiento cooperativo ucraniano. Las cooperativas ya no eran solamente una herramienta para el progreso económico, sino además fueron vistas como una escuela para el gobierno autónomo y un método de autodefensa económica contra la ocupación polaca. El movimiento era particularmente apoyado por los ucranianos occidentales y más significativamente por el partido político Alianza Democrática Nacional Ucraniana. Muchos veteranos ucranianos occidentales participaron en el movimiento, reclamando que "trabajando en las cooperativas somos una vez más los soldados de la Nación". Cada porción de capital que quedara en las manos ucranianas estuvo vista como una victoria contra el enemigo polaco. La organización cooperativa creció y se convirtió en una organización elaborada. Las uniones de crédito trabajaron junto al Tsentrobank ("Banco Central"). El Narodnia Torhivlia ("El comercio de las personas") alió los minoristas urbanos. Las cooperativas lácteas se unieron para formar la cooperativa Maslosoyuz, la cual incluyó el suministro de más de 200 000 granjas. Esta cooperativa dominó el mercado de la Ucrania Occidental e incluso mucho del mercado polaco central, exportando a Austria y Checoslovaquia. Las mujeres tuvieron su cooperativa propia, la cual por 1936 incluía 36 000 miembros. Esta agrupación enseñó a las mujeres cómo manejar cooperativas, escuelas de enfermerías y ayudó a popularizar y vender el arte popular casero.
Todo de estas organizaciones estaban subordinadas en una organización llamada Unión de Cooperativas de Auditoría Ucranianas. El número de cooperativas ucranianas en Galicia creció de 580 a 2500 entre 1921 y 1928, hasta llegar aproximadamente a 4000 por 1939. La afiliación en vísperas de la Segunda Guerra Mundial estuvo estimada en 700 000 personas, y las cooperativas emplearon alrededor de 15 000 ucranianos.
El gobierno polaco, alarmado por el crecimiento de cooperativas ucranianas, trató de limitarlas apoyando cooperativas polacas. En 1934, el gobierno polaco presenta una ley que fuerza a las cooperativas ucranianas del exterior de Galicia a unirse a las polacas. A pesar de tal táctica, los ucranianos tuvieron el doble de cooperativas por cápita que los Polacos.
Cuándo la Unión Soviética anexó Ucrania occidental en 1939, las autoridades soviéticas cesaron las instituciones comunitarias ucranianas, incluyendo cooperativas ucranianas.

### Fuera de Ucrania
Los ucranianos occidentales trajeron cooperativas con ellos al emigrar a América, Australia y Europa occidental. Las uniones de crédito sirvieron con el propósito de ofrecer préstamos personales y empresariales a los inmigrantes ucranianos que de otro modo tendrían dificultad para obtenerlo de otras instituciones financieras. El éxito de las uniones de crédito ucranianas se reflejó a fines de 1990, con las uniones de crédito ucraniano en los Estados Unidos sólo tuvieron mil cien millones de dólares en activos. Diez años más tarde, esto había crecido a aproximadamente 2 mil millones de dólares en activos en poder de 17 Uniones de Crédito Ucraniano Americano. Para 2006, 10 uniones de crédito ucraniano en Canadá informaron ventajas de aproximadamente mil millones de dólares canadienses. Estas uniones de crédito continúan la misión del movimiento cooperativo ucraniano de servicio a la comunidad ucraniana. En 2007, uniones de crédito ucranianas americanas donaron alrededor de tres millones de dólares en soporte de organizaciones comunitarias ucranianas.